# Imma inaptalis
Imma inaptalis är en fjärilsart som beskrevs av Walker 1866. Imma inaptalis ingår i släktet Imma och familjen Immidae. Inga underarter finns listade i Catalogue of Life.